# Опсада Мадрида
Опсада Мадрида током Шпанског грађанског рата трајала је три године, од новембра 1936. до марта 1939. године. Опсаду су покренуле Франкове снаге потпомогнуте немачком Легијом Кондор. Прва фаза опсаде у новембру 1936. године, када су националисти били најодлучнији да освоје град, назива се и Битка за Мадрид.

## Битка
Шпански грађански рат започео је неуспешним Франковим пучем од 18. јула 1936. године против Владе Народног фронта Шпанске републике. Републиканска влада је у почетку била несигурна за следећи корак. Наиме, нису се усуђивали да предају оружје у руке активистима Националне конфедерације рада и Генералног савеза радника, јер је и сама социјалистичка Шпанска револуција већ узела маха. Када су припадници градске милиције почели да масовно пребегавају Франковим снагама, Влада је одлучила да свима подели оружје. Долорес Ибарури „Ла Пасионарија“ тада је преко радија узвикнула Неће проћи! (Но пасаран) апелујући на грађане Мадрида да пруже отпор пучистима. У међувремену су нацистичка Немачка и фашистичка Италија послале Франку авионе и оклопне јединице за напад на Мадрид, док је Легија Кондор деловала независно од Франкових официра.
Франков генерал Емилио Мола напао је Мадрид 8. новембра 1936. са 20.000 војника, док су Републиканци имали 12.000 у Карабаншелу и 30.000 војника за главни удар националиста код Касе дел Кампо. Истог дана у Мадрид је стигла Једанаеста интернационална бригада од 1.900 бораца, чин који је имао охрабрујући ефекат на браниоце Мадрида. Два дана после, са Арагонског фронта стигли су и анархистички борци под командом Буенавентуре Дурутија. Дана 19. новембра, националисти су извршили последњи фронтални напад на град, након чега су се одигравале огорчене борбе по градским улицама. Упркос снажном отпору републиканаца и Интернационалних бригада, националисти су заузели већи део Универзитетског града, али даље нису прошли. Њихов план да брзо заузму Мадрид није успео захваљујући жестоком отпору републиканаца. Видевши да заузеће Мадрида није успело, Франко је наредио да се започне с бомбардовањем града („Радије ћу да уништим Мадрид, него да га оставим у рукама марксиста“). Немачки бомбардери бацали су бомбе на град од 19. до 22. новембра. Упркос томе, страдање становништва града није било превелико, погинуло је око 2.000 људи.
Фронт се стабилизовао у децембру 1936, а протезао се преко реке Манзанарес у Универзитетском граду, преко парка у Каси дел Кампо и преко улица четврти Карабаншел.
Током 1937, одиграле су се две велике битке у близини Мадрида, битка на Харами (јануар – фебруар 1937) и битка код Брунете (јул 1937). Битке код Гвадалахаре у марту и код Теруела у децембру 1937. одиграле су се у даљој околини Мадрида (60 км северозападно), али су биле део Франкове кампање да заузме главни град.
Опсада града се заоштрила током 1938. године, пошто је становништво имало све мање хране, топле одеће, муниције и оружја. Франко се ипак није одлучио за фронтални напад, него за тактику полаганог исцрпљивања. Републикански отпор заказао је на свим фронтовима до пролећа 1939, те је постало очигледно да ће ускоро попустити и одбрана Мадрида. Републикански премијер Хуан Негрин и поједини министри-комунисти залагали су се за борбу до краја, док је с друге стране официр Сегисмундо Касадо тврдио да треба разговарати о примирју с Франком. Дана 5. марта, Касадови људи ухапсили су официре комунисте, свргнули Негрина и основали Веће народне одбране које је требало преговарати с Франком о мировним условима. Франко је међутим инсистирао само на безусловној предаји и 26. марта наредио напад на Мадрид. Републиканска одбрана се срушила 27. марта, а наредног дана националистичке трупе контролисале су цео град. Упркос Касадовим напорима, Франко је од 1939. до 1943. године наређивао хапшења и стрељања великог броја бивших републиканских војника и њихових породица.